# Ровенский уезд
Ро́венский уе́зд — административно-территориальная единица Волынской губернии Российской империи, созданная в 1795 году. Уездным центром являлся уездный город Ровно.

## Географические сведения

### Положение
Уезд располагался в средней части северной полосы Волынской губернии, площадь 7529 квадратных вёрст. Граничил на западе с Луцким уездом, на юго-западе — с Дубенским, на юге — с Острожским, на востоке — с Новоград-Волынским и Овруцким уездами Волынской губернии, а также с Минской губернией на севере.

### Рельеф
Рельеф представлял общий склон с юго-запада к северо-востоку. В юго-западной части уезда располагались наиболее возвышенные местности высотой до 100–125 саженей, рельеф был сильно расчленён оврагами и речными долинами. Северную и восточную полосы уезда представляли низины высотой 70–85 саженей, северная часть относилась к Полесью.

### Геология
Наиболее древние из известных в уезде отложений принадлежали верхнемеловой системе (белый мел и меловой мергель), обнажавшиеся в юго-западной части на меловых утёсах по реке Горыни до Малой Вербчи, а далее к северу и востоку скрывались под послетретичными и аллювиальными отложениями.
К юго-западу и юго-востоку от Ровно выступали местами неогеновые (миоценовые) раковинные известняки; у местечка Домбровицы указывались следы палеогеновых отложений (Гедройц), не отысканные новейшими исследователями. Из послетретичных отложений наибольшее распространение имели слоистые безвалунные предледниковые пески; валунные отложения встречаются лишь на крайнем севере уезда.
В долинах рек Горыни и Случи и на узком водоразделе вблизи их слияния имели обширное развитие аллювиальные и дюнные пески, на севере уезда наблюдалось интенсивное развеивание ветром песчаной почвы. Лёсс покрывал лишь сравнительно небольшое пространство на юго-западе уезда, в области сильно расчлененного рельефа. Представлял собой два видоизменения — нижний слоистый (озерный) лёсс, встречающийся островами, и верхний нормальный (субаэральный) лёсс. В западной части уезда, у сел Злазни и Берестовца выступала изверженная порода (анамезит) со столбчатой отдельностью (остаток потухшего вулкана).

### Полезные ископаемые и почва
Из полезных ископаемых в уезде встречались и разрабатывались: мел и раковинный известняк, идущий на обжигание извести, анамезит, употребляемый как строительный материал и для шоссе, лёсс — для выделки кирпича. На реке Горыни изредка находили янтарь. Много ключевых вод, отчасти происходящих из глубоких подземных горизонтов с артезианским характером воды (село Бичаль). В почвенном отношении Ровенсккий уезд распадался на юго-западный чернозёмный (с лёссовой подпочвой) и северо-восточный песчаный районы (лесные почвы). 

### Водные ресурсы
Уезд принадлежал к Днепровскому бассейну. Главными реками уезда являлись реки Горынь и Случь, правые притоки Припяти, которые прорезали уезд с юга на север. На водоразделе, между реками Горынью и Случью, к северу от линии Тутовича-Сарныдо слияния этих рек, располагалось много песчаных дюн. Обе реки были судоходны. Крупных озёр в уезде не было. На северо-востоке и частично в центре встречались болота.

### Растения и животные
Породы леса были распределены следующим образом: 
- сосна — 60%;
- береза и ольха — 18%;
- дуб — 15%;
- осина — 3,7%;
- граб — 3,3%.

В северной части уезда обитали лоси, дикие кабаны, бобры и волки.

## Население
По данным 1895 года, в уезде проживало 250 214 человек (исключая Ровно). Было 961 поселение, в том числе 13 местечек. Подавляющее большинство населения составляли малороссы, за ними шли поляки (они составляли 80% всех землевладельцев), немцы, чехи и евреи. Иностранных поселенцев (не являвшихся подданными Российской империи) насчитывалось 22 380 человек: 3072 чехов в 11 поселениях и 19308 немцев в 196 колониях. По религиозной принадлежности насчитывалось 70% православных, 9% католиков, 8% протестантов и 13% иудеев.
Согласно переписи населения 1897 года в уезде проживал 273 001 человек. 60,49 % населения составляли малороссы (или украинцы), 15,95 % — евреи, 9,2 % — поляки, 8,94 % — немцы, 3,15 % — русские или великороссы, 1,72 % — чехи, 0,13% — татары, 0,3% — белорусы.

## Административное деление
В 1913 году в состав уезда входило 17 волостей: 
| - Березненская — м. Березно, - Выровская — д. Выры, - Высоцкая — м. Высоцк, - Дераженская — м. Деражно, - Домбровицкая — м. Домбровица, - Диткевичская — с. Диткевичи, - Клеванская — м. Клевань, - Костопольская — м. Костополь, - Кустинская — с. Кустин, | - Любиковичская — с. Любиковичи, - Межиричская — м. Межирич, - Немовичская — с. Немовичи, - Ровенская — г. Ровно, - Селищская — м. Людвиполь, - Степанская — м. Степаны, - Стыдинская — с. Большие Стыдини, - Тучинская — м. Тучин, |

## Экономическая география

### Сельское хозяйство
Из 784221 десятин уезда было занято пашней 187969, сенокосами 77125, лесами 307909 десятин. 79% лесной площади принадлежало частным владельцам. В 1896 году было посеяно в четвертях: пшеницы 10037, ржи 37947, овса 29510, ячменя 13294, гречихи 8012, прочих хлебов 1421, картофеля 42580. Под свекловицей было 1324 десятины, собрано 124636 берковцев. Табачных плантаций 12052, на 37,8 десятинах; собрано табаку 1558 пудов, почти все низших сортов. Под хмелем 228 десятин, собрано 8909 пудов. Сады и огороды имелись у многих помещиков и крестьян, но не носили промышленного характера.
Среди домашних животных насчитывалось 109419 голов крупного рогатого скота, 987 коз (мелкого рогатого скота), 67014 овец (из них 60042 простых и 6972 тонкорунных), 58496 свиней, 49080 лошадей. Насчитывалось более 400 пасек и более 5 тысяч ульев. Племенной скот встречался только у крупных помещиков и у немцев-колонистов; был также конский завод.

### Ремесло и промышленность
Кустарные промыслы — кожевенный, бондарный, выделка обуви — не были достаточно развиты, но среди занятых этими промыслами насчитывалось много крестьян. В уезде было 176 фабрик и заводов, на которых трудились 1594 рабочих. Стоимость производимых товаров составляла 2721334 рублей. По своим оборотам выделяются винокуренные (11) и сахароваренные заводы (2, с производством на 1900111 рублей). Предметом торговли, кроме сельскохозяйственных произведений, служили, главным образом, лес и спирт.

### Образование и здравоохранение
В 1896 году в уезде насчитывалось 253 школы с 7502 учащимися. В трёх училищах министерства народного посещения были ремесленные классы, в местечке Клевань было духовное училище. Насчитывалось 5 больниц и 4 приёмных покоя, в местечках работали 9 вольнопрактикующих врачей.